# Écosite du Fleurion
L'écosite du Fleurion est un parc d'éco-entreprises implanté sur la commune du Dézert, dans une zone d'activités à proximité de Saint-Jean-de-Daye dans le Centre-Manche.

## Historique
Cet écosite est créé en 2009 à l'initiative du conseil général de la Manche. Son but est d'accueillir des entreprises soucieuses de s'inscrire dans une démarche de développement durable, et donc de préserver l'environnement.

## Géographie
L'écosite est à proximité de Saint-Jean-de-Daye et de la RN 174, près de Saint-Lô dans le Centre-Manche.
Le parc s'étend sur sept hectares et comprend quatorze parcelles. Une réserve de quinze autres hectares a été prévue à proximité.

## Compositions
Il se compose de : 
- un atelier-relais de 2 600 m2.
- un pavillon des énergies

### Pavillon des énergies de la Manche
Ouvert depuis le 1er septembre 2010 sur l’écosite du Fleurion le Pavillon a accueilli près de 17 000 visiteurs dont plus de 8 000 jeunes et collégiens. Le Pavillon des énergies répond aux besoins d’information et de formation sur les thématiques de l’écoconstruction et des énergies renouvelables.
Au Pavillon des énergies, le particulier peut trouver des informations sur les techniques de construction, de rénovation ou d’installation d’énergies renouvelables autour de l’exposition permanente, participer à des visites guidées du bâtiment, prendre conseil auprès d’un architecte conseiller du conseil d'architecture, d'urbanisme et d'environnement de la Manche ou d’un conseiller info énergie (l’Espace info énergie Les 7 Vents du Cotentin), échanger en participant aux animations et réunions organisées sur place et approfondir ses connaissances grâce au centre de ressources et à l’éco-boutique. Il y a aussi des programmes d’animations grand public.
Le Pavillon est ouvert à tous les publics (particuliers, scolaires, professionnels…), où chacun trouvera des informations sur mesure et pourra observer des exemples concrets d’écoconstruction et d’énergies renouvelables.
Pour attirer davantage le public familial, un projet d’aménagement d’une scénographie extérieure a été lancé en 2012. En complémentarité avec les thématiques de l’exposition permanente, la scénographie extérieure sera construite pour une approche ludique autour d’un parcours à thèmes sur la découverte des matériaux du bâti ancien dans la Manche, la culture d’agro-matériaux (utilisés comme matériau d’isolation, de construction ou bioplastiques), des jeux de découverte sur les énergies renouvelables, des maquettes sur les énergies… Le projet s’appuiera sur le savoir-faire et les compétences de différents organismes et partenaires départementaux.
Sept ateliers pédagogiques :
- Comprendre le changement climatique ;
- À la découverte des énergies renouvelables ;
- Et si nous construisions durable ;
- Vers une gestion informatisée de nos maisons : la domotique ;
- Pierre, Brique, bois, à quel matériau je joue ? ;
- Ma maison basse consommation d’Énergie BBC ;
- Construction d’un centre public d’information sur l’éco-construction et les énergies renouvelables.

Les infrastructures :
- un amphithéâtre de 80 places ;
- deux salles de réunion équipées ;
- un espace documentation ;
- une salle de restauration.

Le forum Ecofab est organisé au Pavillon des énergies.

### Entreprises
- Agence Manche Énergies.